# Tamara McKinney
Pour les articles homonymes, voir McKinney.
Tamara McKinney, née le 16 octobre 1962 à Lexington dans le Kentucky, est une ancienne skieuse alpine américaine, originaire de Squaw Valley.
Elle est la première skieuse alpine américaine à avoir remporté la coupe du monde de ski.

## Palmarès

### Jeux olympiques
| Édition / Épreuve   | Descente | Super G                          | Slalom géant | Slalom  | Combiné                          |
| ------------------- | -------- | -------------------------------- | ------------ | ------- | -------------------------------- |
| JO 1980 Lake Placid | —        | Épreuve inexistante à cette date | Abandon      | Abandon | Épreuve inexistante à cette date |
| JO 1984 Sarajevo    | —        | Épreuve inexistante à cette date | 4e           | Abandon | Épreuve inexistante à cette date |
| JO 1988 Calgary     | —        | —                                | Abandon      | Abandon | —                                |

### Championnats du monde
| Édition / Épreuve           | Descente | Super G                          | Slalom géant | Slalom  | Combiné |
| --------------------------- | -------- | -------------------------------- | ------------ | ------- | ------- |
| JO 1980 Lake Placid         | —        | Épreuve inexistante à cette date | Abandon      | Abandon | —       |
| Mondiaux 1982 Schladming    | —        | Épreuve inexistante à cette date | 6e           | Abandon | —       |
| Mondiaux 1985 Bormio        | —        | Épreuve inexistante à cette date | Abandon      | Abandon | Bronze  |
| Mondiaux 1987 Crans-Montana | —        | —                                | 18e          | Abandon | Bronze  |
| Mondiaux 1989 Vail          | —        | —                                | 18e          | Bronze  | Or      |

### Coupe du monde
- Vainqueur du classement général en 1983
  - Vainqueur de la coupe du monde de géant en 1981 et 1983
  - Vainqueur de la coupe du monde de slalom en 1984
  - 18 victoires : 9 géants et 9 slaloms
  - 45 podiums

| Année/Classement | Général | Général | Super-G | Super-G | Géant  | Géant  | Slalom | Slalom | Combiné | Combiné |
| Année/Classement | Class.  | Points  | Class.  | Points  | Class. | Points | Class. | Points | Class.  | Points  |
| ---------------- | ------- | ------- | ------- | ------- | ------ | ------ | ------ | ------ | ------- | ------- |
| 1979             | 25e     | 59      | -       | -       | 13e    | 32     | 21e    | 27     | -       | -       |
| 1980             | 14e     | 65      | -       | -       | 14e    | 24     | 10e    | 41     | -       | -       |
| 1982             | 9e      | 116     | -       | -       | 4e     | 74     | 12e    | 42     | -       | -       |
| 1983             | 1re     | 225     | -       | -       | 1re    | 120    | 2e     | 105    | 6e      | 30      |
| 1984             | 3e      | 195     | -       | -       | 3e     | 85     | 1re    | 110    | 9e      | 31      |
| 1985             | 8e      | 139     | -       | -       | 11e    | 54     | 2e     | 93     | 17e     | 9       |
| 1986             | 24e     | 63      | 31e     | 2       | 20e    | 18     | 14e    | 35     | 28e     | 8       |
| 1987             | 6e      | 127     | 22e     | 7       | 10e    | 30     | 2e     | 99     | -       | -       |
| 1988             | 54e     | 12      | -       | -       | 19e    | 12     | -      | -      | -       | -       |
| 1989             | 11e     | 116     | -       | -       | 13e    | 27     | 3e     | 77     | 8e      | 12      |

| Édition / Épreuve | Géant                                     | Slalom                       | Total |
| ----------------- | ----------------------------------------- | ---------------------------- | ----- |
| 1981              | Haute Nendaz les Gets Aspen               | -                            | 3     |
| 1983              | Saint-Gervais Waterville Valley (X2) Vail | Limone Piemonte Davos Furano | 7     |
| 1984              | Waterville Valley Zwiesel                 | Waterville Valley Oslo       | 4     |
| 1985              | -                                         | Maribor Waterville Valley    | 2     |
| 1987              | -                                         | Courmayeur II Mellau         | 2     |
| Total             | 9                                         | 9                            | 18    |